# Деносумаб
Деносумаб (Denosumab) — полностью человеческие моноклональные антитела для лечения остеопороза, медикаментозно-индуцированной потери костной массы, костных метастазов, и гигантоклеточной опухоли костей. Он был разработан биотехнологической компанией Amgen.

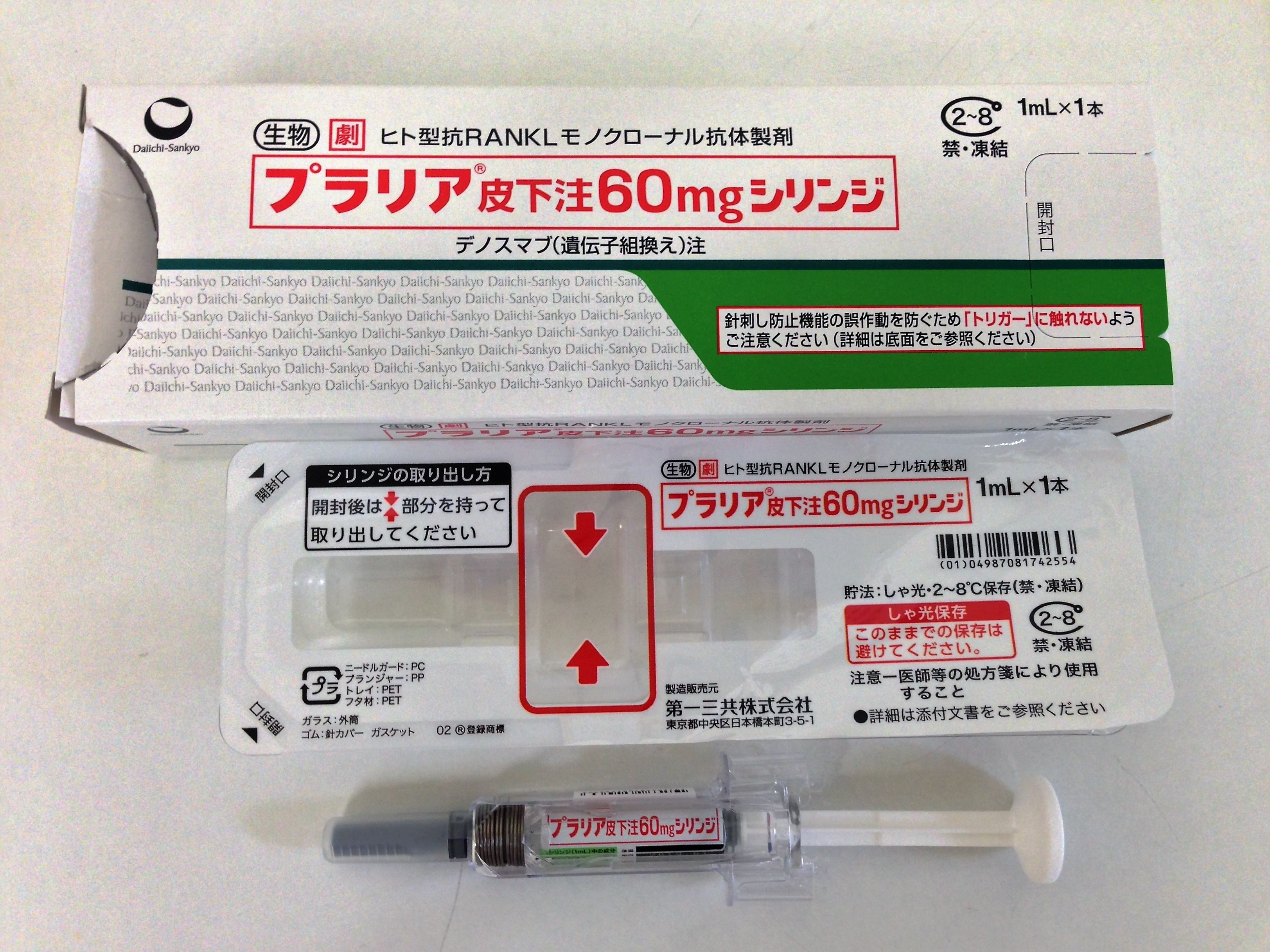
Denosumab

В июне 2010 года деносумаб получил одобрение от FDA для использования у женщин в постменопаузе с риском развития остеопороза под торговым названием Prolia и в ноябре 2010 года, как Xgeva, для профилактики скелет-связанных событий у пациентов с костными метастазами от солидных опухолей. Деносумаб — первый ингибитор RANKL, одобренный FDA.

## Эффективность
Деносумаб используется для пациентов с остеопорозом, у которых высокий риск переломов; потерей костной массы из-за некоторых лекарств, а также у лиц с костными метастазами.

### Рак
В 2012 году мета-анализ обнаружил, что деносумаб был лучше, чем плацебо, золедроновая кислота и памидронат в снижении риска переломов у лиц с раком.

### Пост-менопаузальный остеопороз
У лиц с постменопаузальным остеопорозом снижает риск переломов, но и повышает риск инфекции. На основании обзора 2013 года сделан вывод, что это разумное лечение для этого состояния.

## Побочные эффекты
Наиболее распространёнными побочными эффектами являются суставные и мышечные боли в руках или ногах. Существует повышенный риск инфекций (флегмоны), гипокальциемии (низкое содержание кальция в крови), повышенной чувствительности, аллергических реакций, остеонекроза челюсти и атипичного перелома бедра. Другое исследование показало, что значительно увеличилась частота экземы и госпитализаций из-за инфекций кожи. Было предложено, что увеличение количества инфекций на фоне лечения деносумабом может быть связан с ролью RANKL в иммунной системе. RANKL экспрессируется в Т-хелперах и, как считается, участвует в созревании дендритных клеток. При отмене деносумаба в костной ткани достаточно быстро и в большом количестве образуются остеокласты, обеспечивающие резорбцию кости (синдром рикошета), что увеличивает риск переломов.

## Противопоказания и взаимодействия
Деносумаб противопоказан пациентам с гипокальциемией, потому достаточное потребление кальция и витамина D должны быть начаты до начала терапии деносумабом. Данные относительно взаимодействия с другими лекарственными средствами отсутствуют. Маловероятно, что деносумаб проявляет какие-либо клинически значимые взаимодействия.
Подобно бисфосфонатам, деносумаб по-видимому, увеличивает риск остеонекроза челюсти после удаления зубов или хирургических процедур в полости рта.

## Механизм действия
Ремоделирование кости (костный метаболизм) это процесс, благодаря которому организм непрерывно удаляет старые костные ткани и заменяет их новыми костными тканями. Процесс обусловлен различными типами клеток, в первую очередь остеобластами (которые секретируют обновление кости) и остеокластами (которые удаляют костную ткань посредством растворения минеральной составляющей и разрушения коллагена); остеоциты в костной ткани также присутствуют, но их роль ещё недостаточно изучена.
Предшественники остеокластов называются пре-остеокласты, в которых происходит экспрессия поверхностных рецепторов, называемых RANK (receptor activator of nuclear factor-kappa B). RANK является частью надсемейства рецепторов фактора некроза опухоли (TNFR). RANKL (RANK-Ligand), который существует в виде молекул на клеточной поверхности остеобластов, активирует RANK. Активация RANK посредством RANKL стимулирует созревание пре-остеокластов в остеокласты. Деносумаб тормозит созревание остеокластов, связывая и ингибируя RANKL. Этот процесс имитирует естественное действие остеопротегерина, эндогенного ингибитора RANKL, который уменьшает концентрации (и, возможно, уменьшает потребность) RANKL у пациентов, страдающих от остеопороза. Это защищает кости от деградации, а также помогает противостоять прогрессированию заболевания.

## Одобрение регулирующих органов

### Соединённые Штаты
13 августа 2009 года была проведена встреча между Amgen и Консультативным комитетом по вопросам препаратов репродуктивного здоровья (ACRHD) из FDA для рассмотрения возможности использования деносумаба. Пресс-релиз, подводящий итоги этого совещания гласит:
«После анализа данных о безопасности и эффективности 30 клинических исследований с участием более чем 12000 пациентов, Комитет рекомендовал одобрить Prolia для лечения постменопаузального остеопороза, и для лечения потери костной массы у пациентов, перенесших гормональную абляцию рака предстательной железы».
 В октябре 2009 года, FDA задержала одобрение деносумаба, заявив, что им необходима дополнительная информация.
2 июня 2010, деносумаб получил одобрение от FDA для лечения пост-менопаузального остеопороза.
В ноябре 2010 года FDA утвердила деносумаб (под маркой Xgeva) для профилактики скелетно-связанных событий у пациентов с костными метастазами от солидных опухолей. .
13 июня 2013 года FDA утвердила деносумаб для лечения взрослых и скелетно зрелых подростков с гигантоклеточной опухолью кости, которая является неоперабельной или в случаях, когда резекция приведёт к значительным осложнениям.

### Европа
17 декабря 2009 года Комитет по лекарственным препаратам для использования человеком (CHMP) выдал положительное заключение на деносумаб для лечения постменопаузального остеопороза у женщин и для лечения потери костной массы у мужчин с гормональной абляцией рака предстательной железы. Деносумаб был одобрен для маркетинга Европейской комиссией 28 мая 2010 года.